# Hendrik Kersken
Hendrik Kersken   (Arnhem, 6 de gener de 1880 - Bergen op Zoom, 3 de desembre de 1967) va ser un regatista neerlandès que va competir a començaments del segle xx.
El 1928 va prendre part en els Jocs Olímpics d'Amsterdam, on va guanyar la medalla de plata en la regata de 8 metres del programa de vela, a bord de l'Hollandia, junt a Gerard de Vries Lentsch, Maarten de Wit, Cornelis van Staveren, Johannes van Hoolwerff i Lambertus Doedes.